# Swedish Open
Swedish Open, oficiálně Nordea Open, je profesionální tenisový turnaj mužů a žen hraný ve švédském Båstadu. Založen byl v roce 1948 pod názvem International Swedish Hard Court Championships. V červencové letní antukové sezóně probíhá v kategorii ATP 250 mužského ohruhu ATP Tour a v ženské sérii WTA 125 organizované Ženskou tenisovou asociací.
Dějištěm turnaje je přímořský areál s centrkurtem Båstad Tennis Stadium, obsahující antukové dvorce. V říjnu 2019 se generálním partnerem stala severská bankovní skupina Nordea se sídlem v Helsinkách.

## Turnaj

### Muži
Mužská polovina od sezóny 2009 patří do kategorie ATP Tour 250. Singlové soutěže se účastní dvacet osm hráčů a do čtyřhry nastupuje šestnáct párů. Mezi roky 1970–1989 byla událost pořádána v rámci okruhu Grand Prix, aby se v roce 1990 začlenila do nově vzniklé túry ATP, organizované Asociací tenisových profesionálů. Mezi vítěze dvouhry se zařadili také hráči figurující během kariéry na čele světové klasifikace, Rumun Ilie Năstase (1971), Švédi Björn Borg (1974, 1978–1979) a Mats Wilander (1982–1983, 1985) a Španěl  Rafael Nadal (2005). Tenisté bastadskou událost zvolili za nejoblíbenější turnaj roku v kategorii ATP 250 v letech 2002 a 2005–2012.

### Ženy
Ženská část se od roku 2019 hraje v sérii WTA 125 organizované Ženskou tenisovou asociací. Mezi sezónami 2009–2017 na okruhu WTA Tour patřila do kategorie International. Tenistky v Båstadu startovaly již v letech 1948–1990. Po přestávce se do města vrátily v roce 2009, kdy organizátoři odkoupili turnajová práva od stockholmského Nordea Nordic Light Open. V sezóně 2018 pořadatelská práva získali moskevští pořadatelé a založili antukový Moscow River Cup.
Americká světová jednička Serena Williamsová vyhrála na Swedish Open 2013 svůj vůbec první turnaj v nejnižší kategorii profesionálního okruhu International, respektive Tier III–IV, a padesátou třetí trofej celkově. Zápasovou neporazitelnost na antuce tím prodloužila na 28–0.

## Přehled vývoje názvů

### Muži
- 1970–1997: Swedish Open

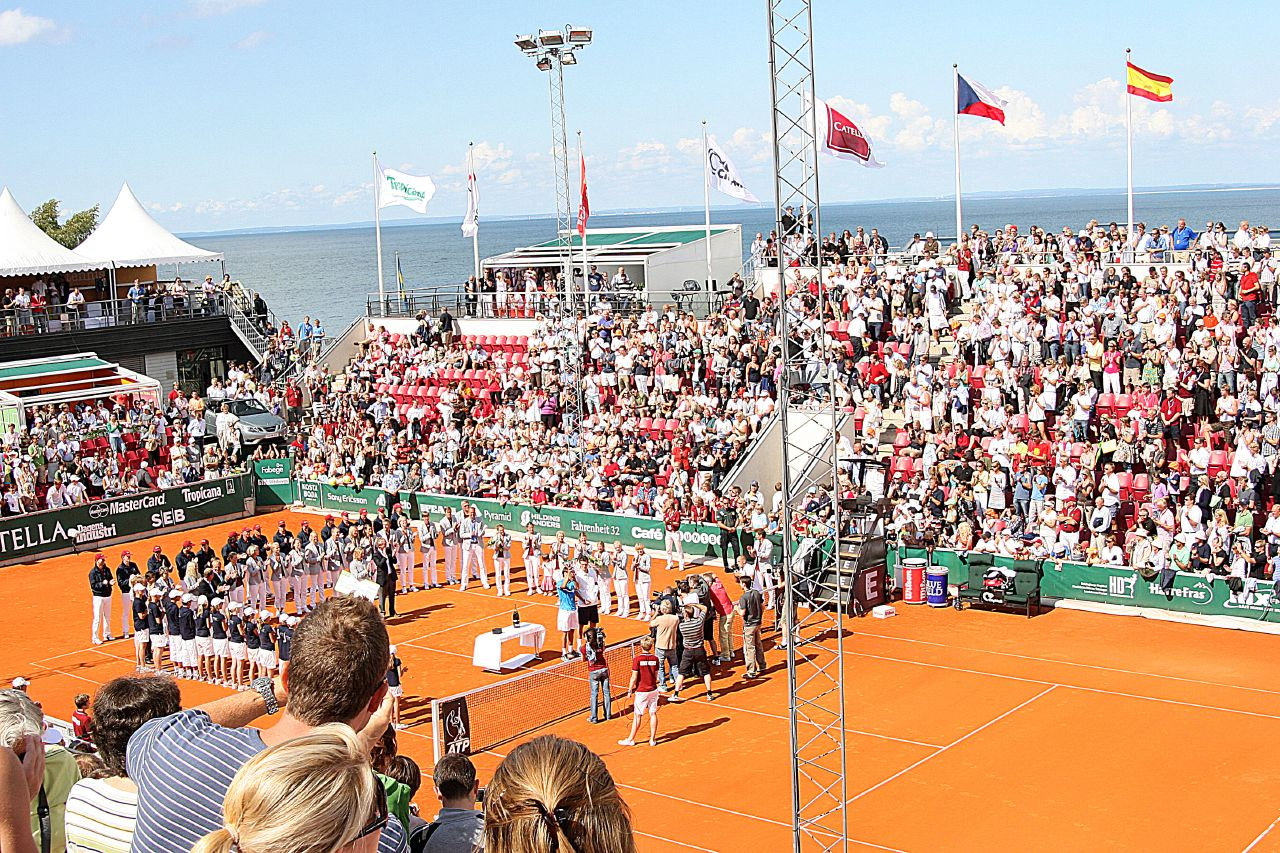
Ceremoniál po finále dvouhry v roce 2008 mezi Tommym Robredem a Tomášem Berdychem

- 1998–1999: Investor Swedish Open, titulární partner Investor AB
- 2000: Wideyes Swedish Open, titulární partner Wideyes
- 2001–2002: Telenordia Swedish Open, titulární partner Telenordia
- 2003–2006: Synsam Swedish Open, titulární partner Synsam
- 2007–2009: Catella Swedish Open, titulární partner Catella
- 2010–2018: SkiStar Swedish Open, titulární partner Skistar
- 2019: Swedish Open
- od 2020: Nordea Open, titulární partner Nordea[1]

### Ženy
- 1968–1973: Swedish Open[2]

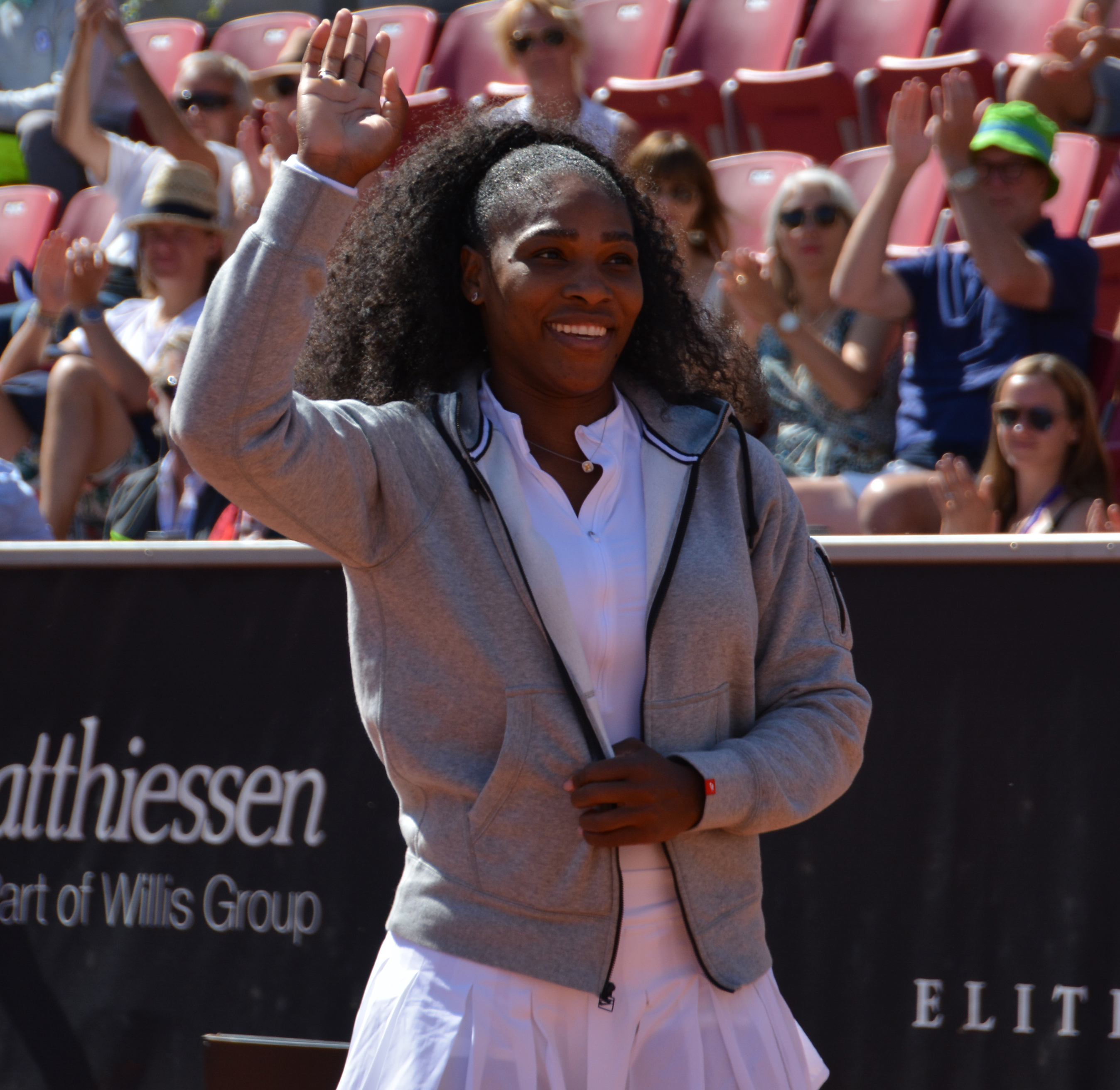
První trofejí v kategorii International zkompletovala Serena Williamsová v roce 2013 tituly ze všech kategorií okruhu

- 1974–1975: Swedish Open Championships
- 1976–1984: Swedish Open
- 1985–1987: Volvo Ladies Event
- 1988–1989: Volvo Cup
- 1990: Swedish Open
- 2009–2011: Collector Swedish Open Women
- 2012: Sony Swedish Open
- 2013–2015: Collector Swedish Open
- 2016–2017: Erricsson Open
- 2019: Swedish Open[2]
- od 2020: Nordea Open

## Přehled finále

### Mužská dvouhra
| Rok  | vítěz                           | finalista                       | výsledek                        |
| ---- | ------------------------------- | ------------------------------- | ------------------------------- |
| 1948 | Eric Sturgess                   | Enrique Morea                   | 6–2, 7–5, 6–4                   |
| 1949 | Eric Sturgess                   | Torsten Johansson               | 6–1, 6–0, 6–4                   |
| 1950 | Eric Sturgess                   | Torsten Johansson               | 5–7, 7–5, 6–3, 6–4              |
| 1951 | Felicisimo Ampon                | Raymundo Deyro                  | 9–7, 6–0, 6–1                   |
| 1952 | Budge Patty                     | Mervyn Rose                     | 6–4, 6–3, 4–6, 6–3              |
| 1953 | Budge Patty                     | Sven Davidson                   | 6–4, 7–5, 6–8, 6–4              |
| 1954 | Budge Patty                     | Rex Hartwig                     | 7–5, 2–6, 3–6, 8–6, 6–4         |
| 1955 | Ham Richardson                  | Mervyn Rose                     | 4–6, 6–2, 6–4, 6–2              |
| 1956 | Ken Rosewall                    | Kurt Nielsen                    | 7–5, 6–3, 6–1                   |
| 1957 | Ulf Schmidt                     | Sven Davidson                   | 4–6, 6–4, 6–3, 6–3              |
| 1958 | Ashley Cooper                   | Mervyn Rose                     | 2–6, 2–6, 6–3, 6–4, 6–3         |
| 1959 | Luis Ayala                      | Ramanathan Krishnan             | 6–1, 6–1, 5–7, 6–1              |
| 1960 | Luis Ayala                      | Ramanathan Krishnan             | 6–1, 6–0, 6–4                   |
| 1961 | Ulf Schmidt                     | Neale Fraser                    | 6–3, 6–4, 7–5                   |
| 1962 | Manuel Santana                  | Jan-Erik Lundqvist              | 4–6, 5–7, 6–4, 7–5, 6–3         |
| 1963 | Jan-Erik Lundqvist              | Boro Jovanović                  | 6–4, 7–5, 6–4                   |
| 1964 | Roy Emerson                     | Nikola Pilić                    | 1–6, 7–5, 6–1, 6–2              |
| 1965 | Manuel Santana                  | Roy Emerson                     | 6–1, 6–1, 6–4                   |
| 1966 | Alex Metreveli                  | Manuel Santana                  | 3–6, 2–6, 6–1, 7–5, 6–4         |
| 1967 | Martin Mulligan                 | Emerson, Lundqvist, Okker       | základní skupina                |
| 1968 | Martin Mulligan                 | Ion Țiriac                      | 8–6, 6–4, 6–4                   |
| 1969 | Manuel Santana                  | Ion Țiriac                      | 8–6, 6–4, 6–1                   |
| 1970 | Dick Crealy                     | Georges Goven                   | 6–3, 6–1, 6–1                   |
| 1971 | Ilie Năstase                    | Jan Leschly                     | 6–7, 6–2, 6–1, 6–4              |
| 1972 | Manuel Orantes                  | Ilie Năstase                    | 6–4, 6–3, 6–1                   |
| 1973 | Stan Smith                      | Manuel Orantes                  | 6–4, 6–2, 7–6                   |
| 1974 | Björn Borg                      | Adriano Panatta                 | 6–3, 6–0, 6–7, 6–3              |
| 1975 | Manuel Orantes                  | José Higueras                   | 6–0, 6–3                        |
| 1976 | Antonio Zugarelli               | Corrado Barazzutti              | 4–6, 7–5, 6–2                   |
| 1977 | Corrado Barazzutti              | Balázs Taróczy                  | 7–6, 6–7, 6–2                   |
| 1978 | Björn Borg                      | Corrado Barazzutti              | 6–1, 6–2                        |
| 1979 | Björn Borg                      | Balázs Taróczy                  | 6–1, 7–5                        |
| 1980 | Balázs Taróczy                  | Tony Giammalva                  | 6–3, 3–6, 7–6                   |
| 1981 | Thierry Tulasne                 | Anders Järryd                   | 6–2, 6–3                        |
| 1982 | Mats Wilander                   | Henrik Sundström                | 6–4, 6–4                        |
| 1983 | Mats Wilander                   | Anders Järryd                   | 6–1, 6–2                        |
| 1984 | Henrik Sundström                | Anders Järryd                   | 3–6, 7–5, 6–3                   |
| 1985 | Mats Wilander                   | Stefan Edberg                   | 6–1, 6–0                        |
| 1986 | Emilio Sánchez                  | Mats Wilander                   | 7–6, 4–6, 6–4                   |
| 1987 | Joakim Nyström                  | Stefan Edberg                   | 4–6, 6–0, 6–3                   |
| 1988 | Marcelo Filippini               | Francesco Cancellotti           | 2–6, 6–4, 6–4                   |
| 1989 | Paolo Canè                      | Bruno Orešar                    | 7–6, 7–6                        |
| 1990 | Richard Fromberg                | Magnus Larsson                  | 6–2, 7–6                        |
| 1991 | Magnus Gustafsson               | Alberto Mancini                 | 6–1, 6–2                        |
| 1992 | Magnus Gustafsson               | Tomás Carbonell                 | 5–7, 7–5, 6–4                   |
| 1993 | Horst Skoff                     | Ronald Agénor                   | 7–5, 1–6, 6–0                   |
| 1994 | Bernd Karbacher                 | Horst Skoff                     | 6–4, 6–3                        |
| 1995 | Fernando Meligeni               | Christian Ruud                  | 6–4, 6–4                        |
| 1996 | Magnus Gustafsson               | Andrij Medveděv                 | 6–1, 6–3                        |
| 1997 | Magnus Norman                   | Juan Antonio Marín              | 7–5, 6–2                        |
| 1998 | Magnus Gustafsson               | Andrij Medveděv                 | 6–2, 6–3                        |
| 1999 | Juan Antonio Marín              | Andreas Vinciguerra             | 6–4, 7–6(7–4)                   |
| 2000 | Magnus Norman                   | Andreas Vinciguerra             | 6–1, 7–6(8–6)                   |
| 2001 | Andrea Gaudenzi                 | Bohdan Ulihrach                 | 7–5, 6–3                        |
| 2002 | Carlos Moyà                     | Júnis Al Ajnáví                 | 6–3, 2–6, 7–5                   |
| 2003 | Mariano Zabaleta                | Nicolás Lapentti                | 6–3, 6–4                        |
| 2004 | Mariano Zabaleta                | Gastón Gaudio                   | 6–1, 4–6, 7–6(7–4)              |
| 2005 | Rafael Nadal                    | Tomáš Berdych                   | 2–6, 6–2, 6–4                   |
| 2006 | Tommy Robredo                   | Nikolay Davydenko               | 6–2, 6–1                        |
| 2007 | David Ferrer                    | Nicolás Almagro                 | 6–1, 6–2                        |
| 2008 | Tommy Robredo                   | Tomáš Berdych                   | 6–4, 6–1                        |
| 2009 | Robin Söderling                 | Juan Mónaco                     | 6–3, 7–6(7–4)                   |
| 2010 | Nicolás Almagro                 | Robin Söderling                 | 7–5, 3–6, 6–2                   |
| 2011 | Robin Söderling                 | David Ferrer                    | 6–2, 6–2                        |
| 2012 | David Ferrer                    | Nicolás Almagro                 | 6–2, 6–2                        |
| 2013 | Carlos Berlocq                  | Fernando Verdasco               | 7–5, 6–1                        |
| 2014 | Pablo Cuevas                    | João Sousa                      | 6–2, 6–1                        |
| 2015 | Benoît Paire                    | Tommy Robredo                   | 7–6(9–7), 6–3                   |
| 2016 | Albert Ramos-Viñolas            | Fernando Verdasco               | 6–3, 6–4                        |
| 2017 | David Ferrer                    | Alexandr Dolgopolov             | 6–4, 6–4                        |
| 2018 | Fabio Fognini                   | Richard Gasquet                 | 6–3, 3–6, 6–1                   |
| 2019 | Nicolás Jarry                   | Juan Ignacio Londero            | 7–6(9–7), 6–4                   |
| 2020 | zrušeno pro pandemii koronaviru | zrušeno pro pandemii koronaviru | zrušeno pro pandemii koronaviru |
| 2021 | Casper Ruud                     | Federico Coria                  | 6-3, 6–3                        |
| 2022 | Francisco Cerúndolo             | Sebastián Báez                  | 7–6(7–4), 6–2                   |
| 2023 | Andrej Rubljov                  | Casper Ruud                     | 7–6(7–3), 6–0                   |
| 2024 | Nuno Borges                     | Rafael Nadal                    | 6–3, 6–2                        |
| 2025 | Luciano Darderi                 | Jesper de Jong                  | 6–4, 3–6, 6–3                   |

### Ženská dvouhra
| Rok  | vítězka                         | finalistka                      | výsledek                        |
| ---- | ------------------------------- | ------------------------------- | ------------------------------- |
| 1948 | Hilde Sperlingová               | Jadwiga Jędrzejowská            | 8–6, 0–6, 6–1                   |
| 1949 | Thelma Longová                  | Hilde Sperlingová               | 6–2, 6–3                        |
| 1950 | Thelma Longová (2)              | Hilde Sperlingová               | 3–6, 6–2, 6–4                   |
| 1951 | Nancye Wynne Boltonová          | Solveig Gustafssonová           | 6–3, 6–1                        |
| 1952 | Hazel Redicková-Smithová        | Julia Wipplingerová             | 6–2, 8–6                        |
| 1953 | Maureen Connollyová             | Julia Sampsonová                | 6–1, 6–3                        |
| 1954 | Birgit Sandénová                | Milly Vagn-Nielsenová           | 6–2, 6–2                        |
| 1955 | Doris Hartová                   | Ruth Kaufmanová                 | 6–3, 9–7                        |
| 1956 | Angela Buxtonová                | Birgit Sandénová                | 3–6, 6–3, 6–4                   |
| 1957 | Shirley Bloomerová              | Yola Ramírezová                 | 7–5, 6–4                        |
| 1958 | Heather Segalová                | Karol Fagerosová                | 2–6, 6–0, 6–0                   |
| 1959 | Beverly Baker Fleitzová         | Joan Johnsonová                 | 6–4, 6–1                        |
| 1960 | Lea Pericoliová                 | Silvana Lazzarinová             | 3–6, 7–5, 6–2                   |
| 1961 | Belmar Gundersenová             | Ulla Löthbergová                | 6–1, 6–2                        |
| 1962 | Maria Buenová                   | Ulla Sandulfová                 | 6–2, 6–0                        |
| 1963 | Edda Budingová                  | Maria Teresa Riedlová           | 6–1, 7–5                        |
| 1964 | Donna Falesová                  | Ulla Sandulfová                 | 6–3, 5–7, 6–3                   |
| 1965 | Christina Sandbergová           | Leena Ahonenová                 | 6–8, 6–4, 6–4                   |
| 1966 | Christina Sandbergová (2)       | Katarina Bartholdsonová         | 6–4, 6–1                        |
| 1967 | Françoise Dürrová               | Rosie Casalsová                 | 7–5, 2–6, 6–2                   |
| 1968 | Julie Heldmanová                | Kathleen Harterová              | diskvalifikace                  |
| 1969 | Peaches Bartkowiczová           | Christina Sandbergová           | 5–7, 6–4, 6–2                   |
| 1970 | Peaches Bartkowiczová (2)       | Ingrid Bentzerová               | 6–1, 6–1                        |
| 1971 | Helga Masthoffová               | Ingrid Bentzerová               | 4–6, 6–1, 6–3                   |
| 1972 | Ingrid Bentzerová               | Christina Sandbergová           | 2–6, 6–3, 8–6                   |
| 1973 | Glynis Colesová                 | Christina Sandbergová           | 4–6, 6–4, 6–3                   |
| 1974 | Sue Barkerová                   | Marijke Schaarová               | 6–1, 7–5                        |
| 1975 | Sue Barkerová (2)               | Helga Niessen Masthoff          | 6–4, 6–0                        |
| 1976 | Renáta Tomanová                 | Helena Anliotová                | 6–3, 6–2                        |
| 1977 | Florența Mihaiová               | Mary Struthersová               | 6–4, 6–4                        |
| 1978 | Elly Appelová-Vessiesová        | Sylvia Haniková                 | 6–2, 6–4                        |
| 1979 | Elisabeth Ekblomová             |                                 |                                 |
| 1980 | Virginia Ruziciová              | Nina Bohmová                    | 6–2, 7–5                        |
| 1981 | Lena Sandinová                  |                                 |                                 |
| 1982 | Lena Sandinová (2)              | Manuela Malejevová              | 6–7, 7–5, 6–3                   |
| 1983 | Virginia Ruziciová (2)          |                                 |                                 |
| 1984 | Anette Gulleyová                |                                 |                                 |
| 1985 | Maria Lindströmová              |                                 |                                 |
| 1986 | Catarina Lindqvistová           |                                 |                                 |
| 1987 | Sandra Cecchiniová              | Catarina Lindqvistová           | 6–4, 6–4                        |
| 1988 | Isabel Cuetová                  | Sandra Cecchiniová              | 7–5, 6–1                        |
| 1989 | Katerina Malejevová             | Sabine Hacková                  | 6–1, 6–3                        |
| 1990 | Sandra Cecchiniová (2)          | Csilla Bartosová                | 6–1, 6–2                        |
| 1991 | nehráno                         | nehráno                         | nehráno                         |
| 2008 | nehráno                         | nehráno                         | nehráno                         |
| 2009 | María José Martínez Sánchezová  | Caroline Wozniacká              | 7–5, 6–4                        |
| 2010 | Aravane Rezaïová                | Gisela Dulková                  | 6–3, 4–6, 6–4                   |
| 2011 | Polona Hercogová                | Johanna Larssonová              | 6–4, 7–5                        |
| 2012 | Polona Hercogová (2)            | Mathilde Johanssonová           | 0–6, 6–4, 7–5                   |
| 2013 | Serena Williamsová              | Johanna Larssonová              | 6–4, 6–1                        |
| 2014 | Mona Barthelová                 | Chanelle Scheepersová           | 6–3, 7–6(7–3)                   |
| 2015 | Johanna Larssonová              | Mona Barthelová                 | 6–3, 7–6(7–2)                   |
| 2016 | Laura Siegemundová              | Kateřina Siniaková              | 7–5, 6–1                        |
| 2017 | Kateřina Siniaková              | Caroline Wozniacká              | 6–3, 6–4                        |
| 2018 | nehráno                         | nehráno                         | nehráno                         |
| 2019 | Misaki Doiová                   | Danka Kovinićová                | 6–4, 6–4                        |
| 2020 | zrušeno pro pandemii koronaviru | zrušeno pro pandemii koronaviru | zrušeno pro pandemii koronaviru |
| 2021 | Nuria Párrizasová Díazová       | Olga Govorcovová                | 6–2, 6–2                        |
| 2022 | Čang Su-džong                   | Rebeka Masárová                 | 3–6, 6–3, 6–1                   |
| 2023 | Olga Danilovićová               | Emma Navarrová                  | 7–6(7–4), 3–6, 6–3              |
| 2024 | Martina Trevisanová             | Ann Liová                       | 6–2, 6–2                        |
| 2025 | Elisabetta Cocciarettová        | Katarzyna Kawaová               | 6–3, 6–4                        |

### Mužská čtyřhra
| Rok  | vítězové                            | finalisté                             | výsledek                        |
| ---- | ----------------------------------- | ------------------------------------- | ------------------------------- |
| 1954 | Ken Rosewall Rex Hartwig            | Tony Trabert Budge Patty              | 12–14, 8–6, 6–1, 6–3            |
| 1955 | nehráno                             | nehráno                               | nehráno                         |
| 1957 | nehráno                             | nehráno                               | nehráno                         |
| 1958 | Mervyn Rose Ashley Cooper           | Francisco Contreras Mario Llamas      | 6–2, 6–1, 6–2                   |
| 1959 | Luis Ayala Ramanathan Krishnan      | Sven Davidson Torsten Johansson       | 7–5, 6–3, 3–6, 6–1              |
| 1960 | nehráno                             | nehráno                               | nehráno                         |
| 1968 | nehráno                             | nehráno                               | nehráno                         |
| 1969 | Ilie Năstase Ion Țiriac             | Manuel Orantes Manuel Santana         | 6–3, 6–4                        |
| 1970 | Dick Crealy Allan Stone             | Željko Franulović Jan Kodeš           | 6–2, 2–6, 12–10                 |
| 1971 | Ilie Năstase Ion Țiriac             | Jaime Pinto-Bravo Butch Seewagen      | 7–6, 6–1                        |
| 1972 | nehráno                             | nehráno                               | nehráno                         |
| 1973 | Nikola Pilić Stan Smith             | Bob Carmichael Frew McMillan          | 2–6, 6–4, 6–4                   |
| 1974 | Paolo Bertolucci Adriano Panatta    | Ove Nils Bengtson Björn Borg          | 3–6, 6–2, 6–4                   |
| 1975 | Ove Nils Bengtson Björn Borg        | Juan Gisbert Manuel Orantes           | 7–6, 7–5                        |
| 1976 | Fred McNair Sherwood Stewart        | Wojciech Fibak Juan Gisbert           | 6–3, 6–4                        |
| 1977 | Mark Edmondson John Marks           | Jean-Louis Haillet François Jauffret  | 6–4, 6–0                        |
| 1978 | Bob Carmichael Mark Edmondson       | Péter Szőke Balázs Taróczy            | 7–5, 6–4                        |
| 1979 | Heinz Günthardt Bob Hewitt          | Mark Edmondson John Marks             | 6–2, 6–2                        |
| 1980 | Heinz Günthardt Markus Günthardt    | John Feaver Peter McNamara            | 6–4, 6–4                        |
| 1981 | Mark Edmondson John Fitzgerald      | Anders Järryd Hans Simonsson          | 2–6, 7–5, 6–0                   |
| 1982 | Anders Järryd Hans Simonsson        | Joakim Nyström Mats Wilander          | 0–6, 6–3, 7–6                   |
| 1983 | Joakim Nyström Mats Wilander        | Anders Järryd Hans Simonsson          | 1–6, 7–6, 7–6                   |
| 1984 | Jan Gunnarsson Michael Mortensen    | Juan Avendaño Fernando Roese          | 6–0, 6–0                        |
| 1985 | Stefan Edberg Anders Järryd         | Sergio Casal Emilio Sánchez           | 6–0, 7–6                        |
| 1986 | Sergio Casal Emilio Sánchez         | Craig Campbell Joey Rive              | 6–4, 6–2                        |
| 1987 | Stefan Edberg Anders Järryd         | Emilio Sánchez Javier Sánchez         | 7–6, 6–3                        |
| 1988 | Patrick Baur Udo Riglewski          | Stefan Edberg Niclas Kroon            | 6–7, 6–3, 7–6                   |
| 1989 | Per Henricsson Nicklas Utgren       | Josef Čihák Karel Nováček             | 7–5, 6–2                        |
| 1990 | Ronnie Båthman Rikard Bergh         | Jan Gunnarsson Udo Riglewski          | 6–1, 6–4                        |
| 1991 | Ronnie Båthman Rikard Bergh         | Magnus Gustafsson Anders Järryd       | 6–4, 6–4                        |
| 1992 | Tomás Carbonell Christian Miniussi  | Christian Bergström Magnus Gustafsson | 6–4, 7–5                        |
| 1993 | Henrik Holm Anders Järryd           | Brian Devening Tomas Nydahl           | 6–1, 3–6, 6–3                   |
| 1994 | Jan Apell Jonas Björkman            | Nicklas Kulti Mikael Tillström        | 6–2, 6–3                        |
| 1995 | Jan Apell Jonas Björkman            | Jon Ireland Andrew Kratzmann          | 6–3, 6–0                        |
| 1996 | David Ekerot Jeff Tarango           | Joshua Eagle Peter Nyborg             | 6–4, 3–6, 6–4                   |
| 1997 | Nicklas Kulti Mikael Tillström      | Magnus Gustafsson Magnus Larsson      | 6–0, 6–3                        |
| 1998 | Magnus Gustafsson Magnus Larsson    | Lan Bale Piet Norval                  | 6–4, 6–2                        |
| 1999 | David Adams Jeff Tarango            | Nicklas Kulti Mikael Tillström        | 7–6(8–6), 6–4                   |
| 2000 | Nicklas Kulti Mikael Tillström      | Andrea Gaudenzi Diego Nargiso         | 4–6, 6–2, 6–3                   |
| 2001 | Karsten Braasch Jens Knippschild    | Simon Aspelin Andrew Kratzmann        | 7–6(3), 4–6, 7–6(7–5)           |
| 2002 | Jonas Björkman Todd Woodbridge      | Paul Hanley Michael Hill              | 7–6(8–6), 6–4                   |
| 2003 | Simon Aspelin Massimo Bertolini     | Lucas Arnold Mariano Hood             | 6–7(3–7), 6–0, 6–4              |
| 2004 | Maheš Bhúpatí Jonas Björkman        | Simon Aspelin Todd Perry              | 4–6, 7–6(7–2), 7–6(8–6)         |
| 2005 | Jonas Björkman Joachim Johansson    | José Acasuso Sebastián Prieto         | 6–2 6–3                         |
| 2006 | Jonas Björkman Thomas Johansson     | Christopher Kas Oliver Marach         | 6–3, 4–6, [10–4]                |
| 2007 | Simon Aspelin Julian Knowle         | Martín García Sebastián Prieto        | 6–2, 6–4                        |
| 2008 | Jonas Björkman Robin Söderling      | Johan Brunström Jean-Julien Rojer     | 6–2, 6–2                        |
| 2009 | Jaroslav Levinský Filip Polášek     | Robert Lindstedt Robin Söderling      | 1–6, 6–3, [10–7]                |
| 2010 | Robert Lindstedt Horia Tecău        | Andreas Seppi Simone Vagnozzi         | 6–4, 7–5                        |
| 2011 | Robert Lindstedt Horia Tecău        | Simon Aspelin Andreas Siljeström      | 6–3, 6–3                        |
| 2012 | Robert Lindstedt Horia Tecău        | Alexander Peya Bruno Soares           | 6–3, 7–6(7–5)                   |
| 2013 | Nicholas Monroe Simon Stadler       | Carlos Berlocq Albert Ramos           | 6–2, 3–6, [10–3]                |
| 2014 | Johan Brunström Nicholas Monroe     | Jérémy Chardy Oliver Marach           | 4–6, 7–6(7–5), [10–7]           |
| 2015 | Jérémy Chardy Łukasz Kubot          | Juan Sebastián Cabal Robert Farah     | 6–7(6–8), 6–3, [10–8]           |
| 2016 | Marcel Granollers David Marrero     | Marcus Daniell Marcelo Demoliner      | 6–2, 6–3                        |
| 2017 | Julian Knowle Philipp Petzschner    | Sander Arends Matwé Middelkoop        | 6–2, 3–6, [10–7]                |
| 2018 | Julio Peralta Horacio Zeballos      | Simone Bolelli Fabio Fognini          | 6–3, 6–4                        |
| 2019 | Sander Gillé Joran Vliegen          | Federico Delbonis Horacio Zeballos    | 6–7(5–7), 7–5, [10–5]           |
| 2020 | zrušeno pro pandemii koronaviru     | zrušeno pro pandemii koronaviru       | zrušeno pro pandemii koronaviru |
| 2021 | Sander Arends David Pel             | Andre Begemann Albano Olivetti        | 6–4, 6–2                        |
| 2022 | David Vega Hernández Rafael Matos   | Simone Bolelli Fabio Fognini          | 6–4, 3–6, [13–11]               |
| 2023 | Gonzalo Escobar Oleksandr Nedověsov | Francisco Cabral Rafael Matos         | 6–2, 6–2                        |
| 2024 | Orlando Luz Rafael Matos            | Manuel Guinard Grégoire Jacq          | 7–5, 6–4                        |
| 2025 | Guido Andreozzi Sander Arends       | Adam Pavlásek Jan Zieliński           | 6–7(4–7), 7–5, [10–6]           |

### Ženská čtyřhra
| Rok  | vítězka                                                 | finalistka                                               | výsledek                        |
| ---- | ------------------------------------------------------- | -------------------------------------------------------- | ------------------------------- |
| 2009 | Gisela Dulková Flavia Pennettaová                       | Nuria Llagostera Vivesová María José Martínez Sánchezová | 6–2, 0–6, 10–5                  |
| 2010 | Gisela Dulková (2) Flavia Pennettaová (2)               | Renata Voráčová Barbora Záhlavová-Strýcová               | 7–6(7–0), 6–0                   |
| 2011 | Lourdes Domínguez Linová María José Martínez Sánchezová | Nuria Llagostera Vivesová Arantxa Parra Santonjaová      | 6–3, 6–3                        |
| 2012 | Catalina Castañová Mariana Duque Mariñová               | Eva Hrdinová Mervana Jugićová-Salkićová                  | 4–6, 7–5, [10–5]                |
| 2013 | Anabel Medina Garriguesová Klára Zakopalová             | Alexandra Dulgheruová Flavia Pennettaová                 | 6–1, 6–4                        |
| 2014 | Andreja Klepačová María Teresa Torró Florová            | Jocelyn Raeová Anna Smithová                             | 6–1, 6–1                        |
| 2015 | Kiki Bertensová Johanna Larssonová                      | Tatjana Mariová Olga Savčuková                           | 7–5, 6–4                        |
| 2016 | Andreea Mituová Alicja Rosolská                         | Lesley Kerkhoveová Lidzija Marozavová                    | 6–3, 7–5                        |
| 2017 | Quirine Lemoineová Arantxa Rusová                       | María Irigoyenová Barbora Krejčíková                     | 3–6, 6–3, [10–8]                |
| 2018 | nehráno                                                 | nehráno                                                  | nehráno                         |
| 2019 | Misaki Doiová Natalja Vichljancevová                    | Alexa Guarachiová Danka Kovinićová                       | 7–5, 6–7(4–7), [10–7]           |
| 2020 | zrušeno pro pandemii koronaviru                         | zrušeno pro pandemii koronaviru                          | zrušeno pro pandemii koronaviru |
| 2021 | Mirjam Björklundová Leonie Küngová                      | Tereza Mihalíková Kamilla Rachimovová                    | 5–7, 6–3, [10–5]                |
| 2022 | Misaki Doiová (2) Rebecca Petersonová                   | Mihaela Buzărnescuová Irina Chromačovová                 | bez boje                        |
| 2023 | Irina Chromačovová Panna Udvardyová                     | Eri Hozumiová Čang Su-džong                              | 4–6, 6–3, [10–5]                |
| 2024 | Peangtarn Plipuečová Cchao Ťia-i                        | Julia Rierová María Lourdes Carléová                     | 7–5, 6–3                        |
| 2025 | Jesika Malečková Miriam Škoch                           | Irene Burillová Berfu Cengizová                          | 6–4, 6–3                        |

## Rekordy (otevřená éra)
| Mužská dvouhra           | Mužská dvouhra | Mužská dvouhra                                                                                            |
| Rekord                   | Rekord         | držitelé rekordu                                                                                          |
| ------------------------ | -------------- | --- |
| Nejvíce titulů           | 4              | Magnus Gustafsson                                                                                         |
| Nejvíce vyhraných zápasů | 31             | Tommy Robredo                                                                                             |
| Nejmladší vítěz          | 17 let         | Mats Wilander (1982)                                                                                      |
| Nejstarší vítěz          | 35 let         | David Ferrer (2017)                                                                                       |
| Nejvýše postavený vítěz  | 1. ATP         | Björn Borg (1979)                                                                                         |
| Nejníže postavený vítěz  | 129. ATP       | Antonio Zugarelli (1976)                                                                                  |
| Mužská čtyřhra           |                | |
| Nejvíce titulů           | 7              | Jonas Björkman                                                                                            |
| Ženská dvouhra           |                | |
| Nejvíce titulů           | 2              | Peaches Bartkowiczová Sue Barkerová Lena Sandinová Virginia Ruziciová Sandra Cecchiniová Polona Hercogová |
| Ženská čtyřhra           |                | |
| Nejvíce titulů           | 3              | Mercedes Pazová Tine Scheuer-Larsenová                                                                    |

## Galerie

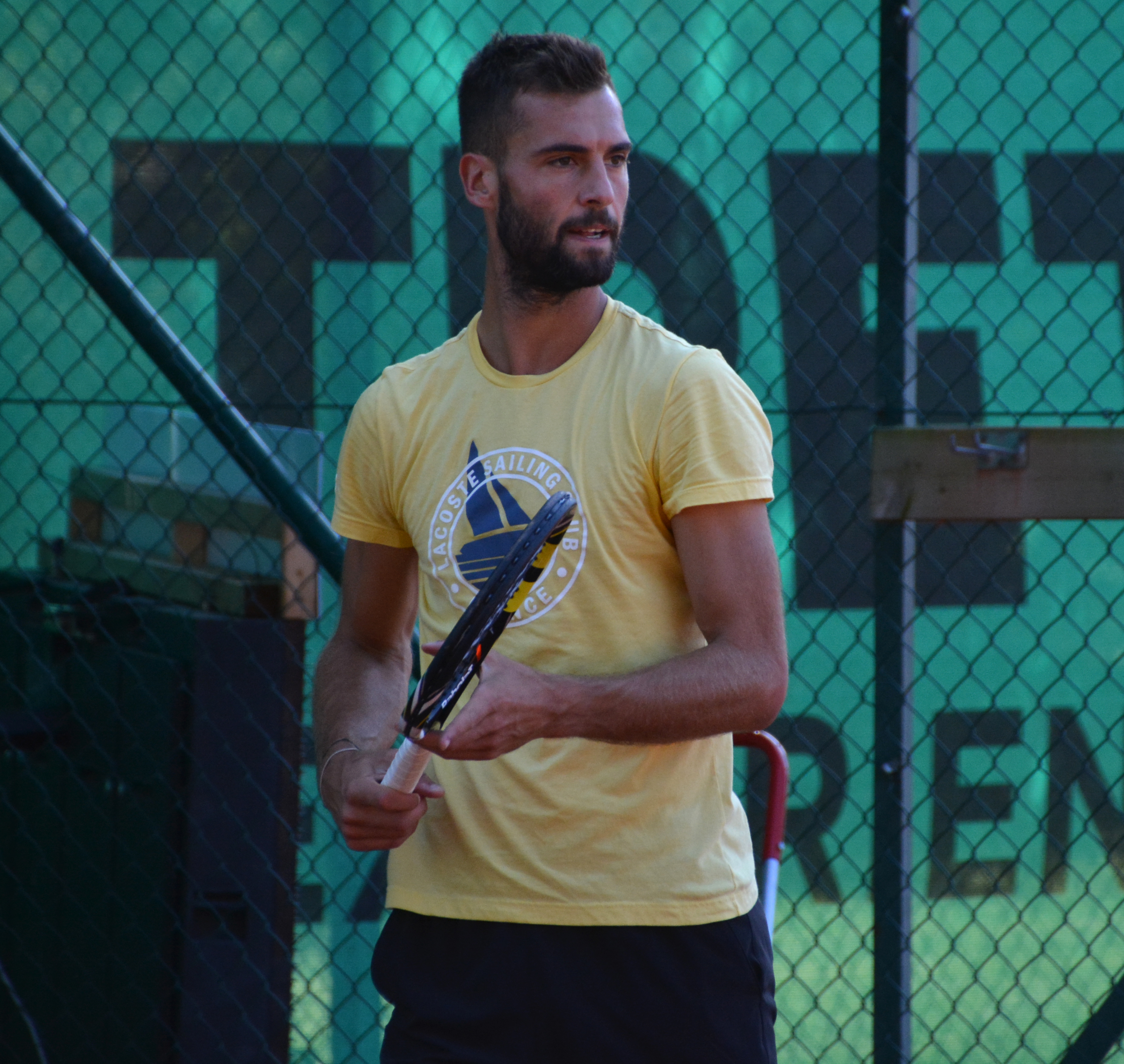
Benoît Paire
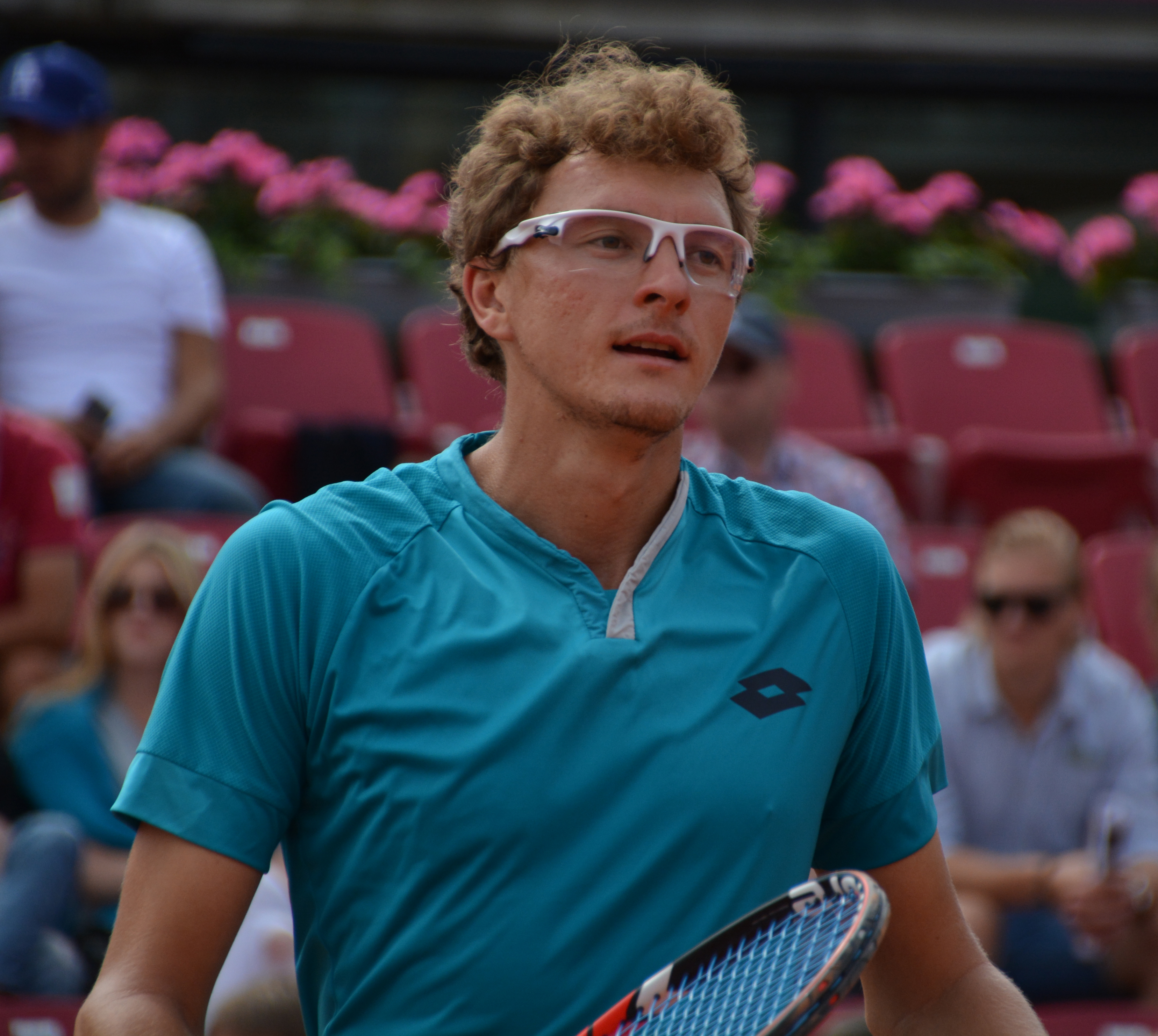
Denis Istomin, 2015
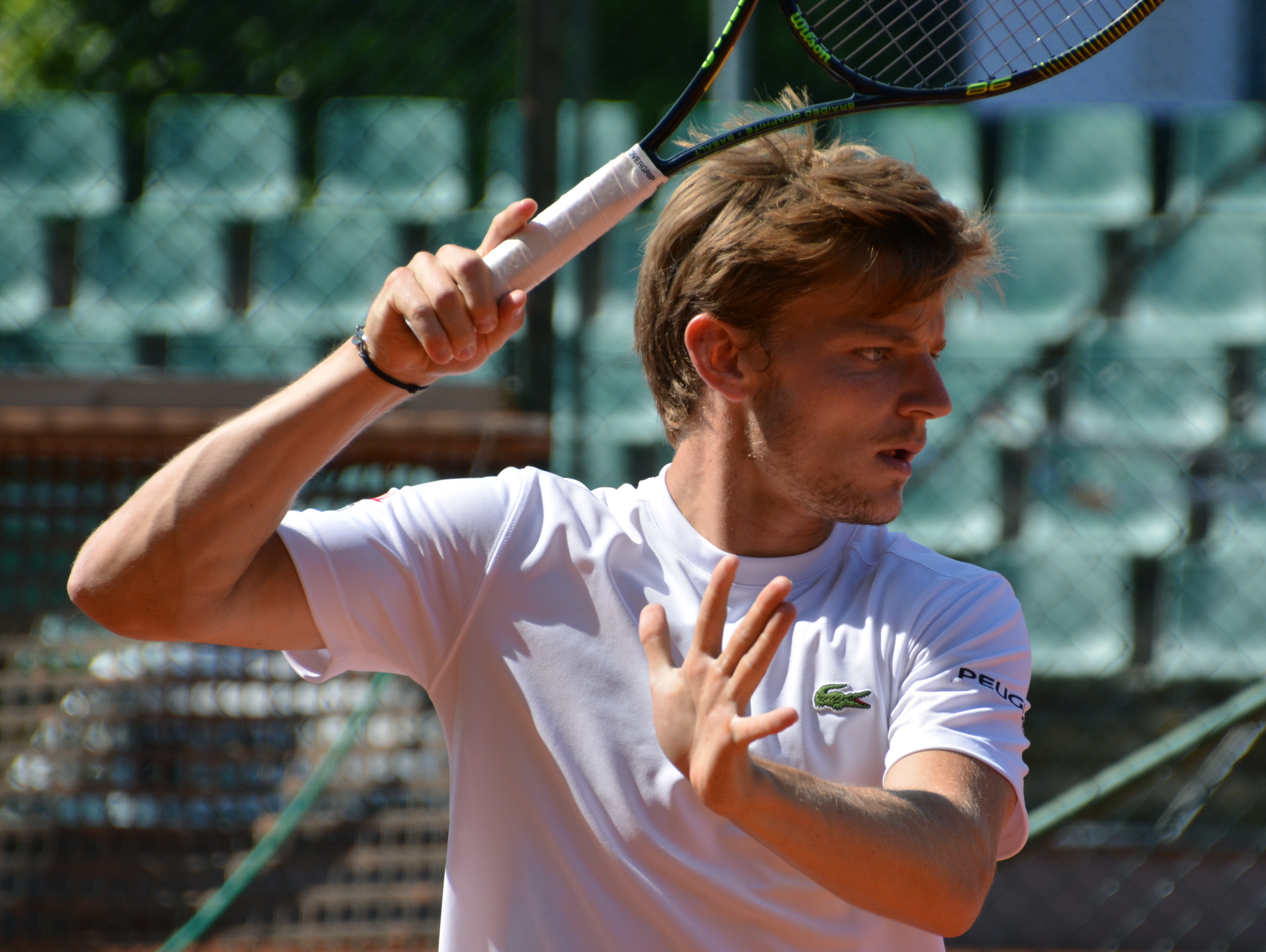
David Goffin, 2015
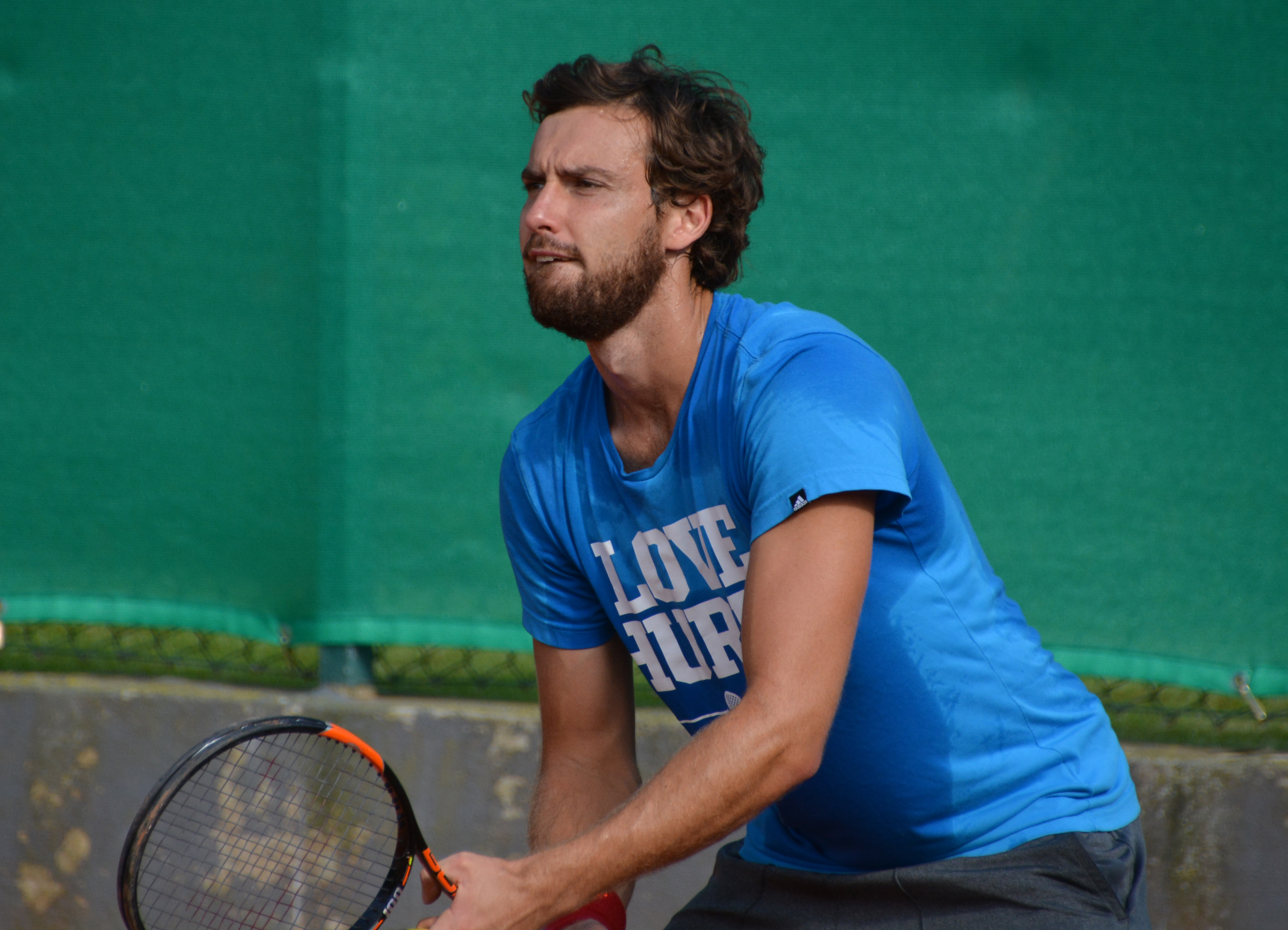
Ernests Gulbis, 2015
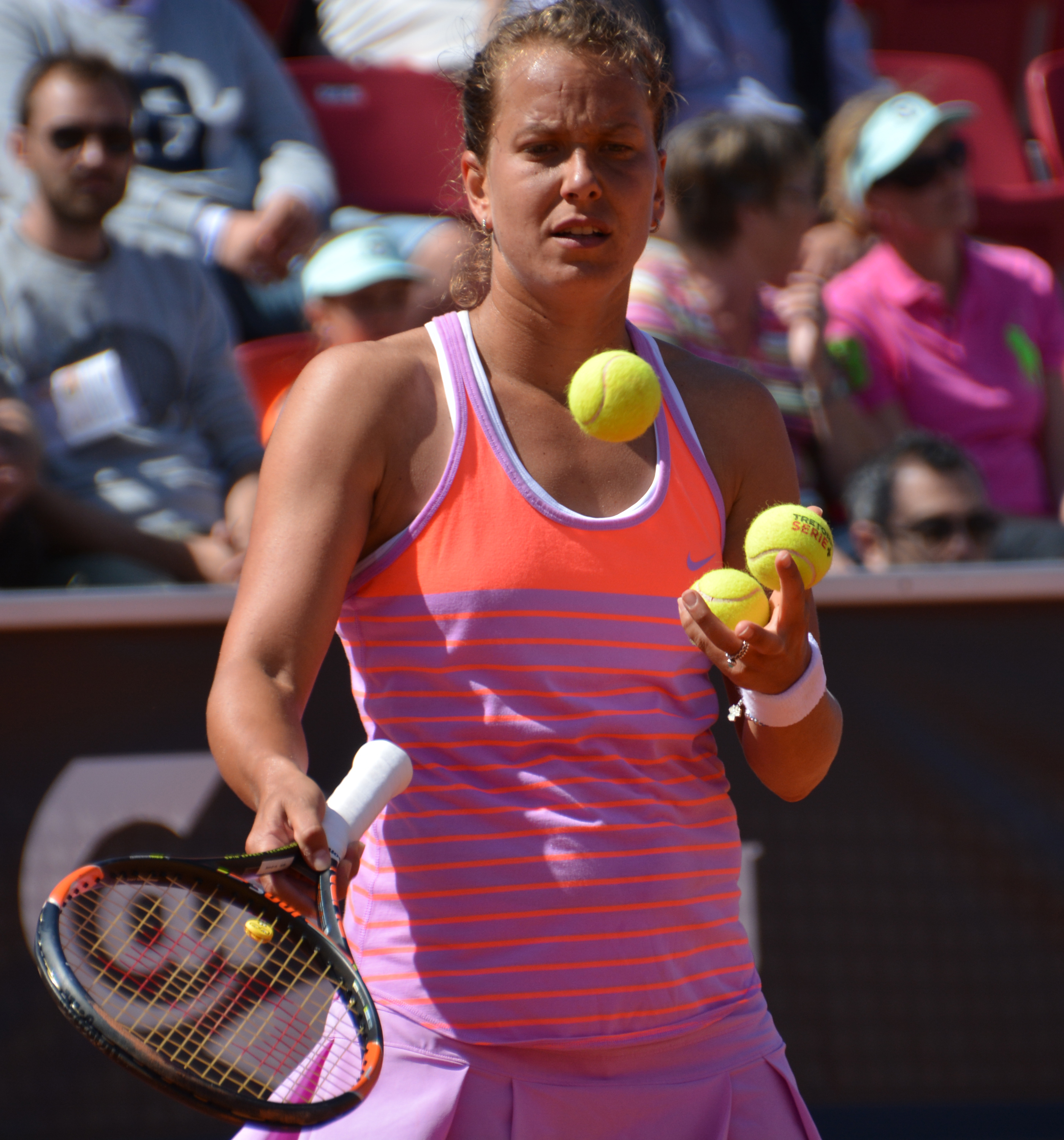
Barbora Strýcová, 2015
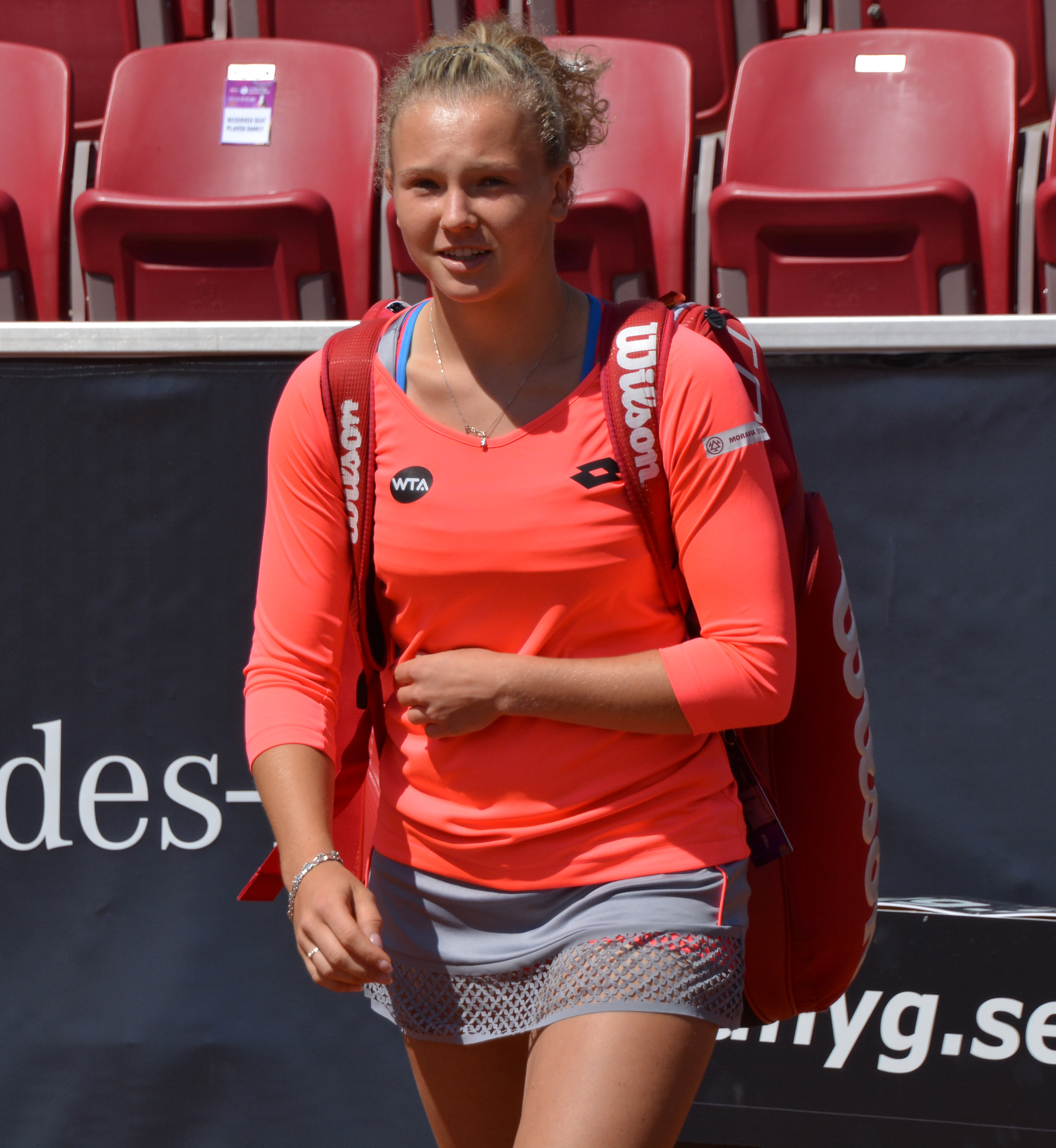
Kateřina Siniaková, 2015
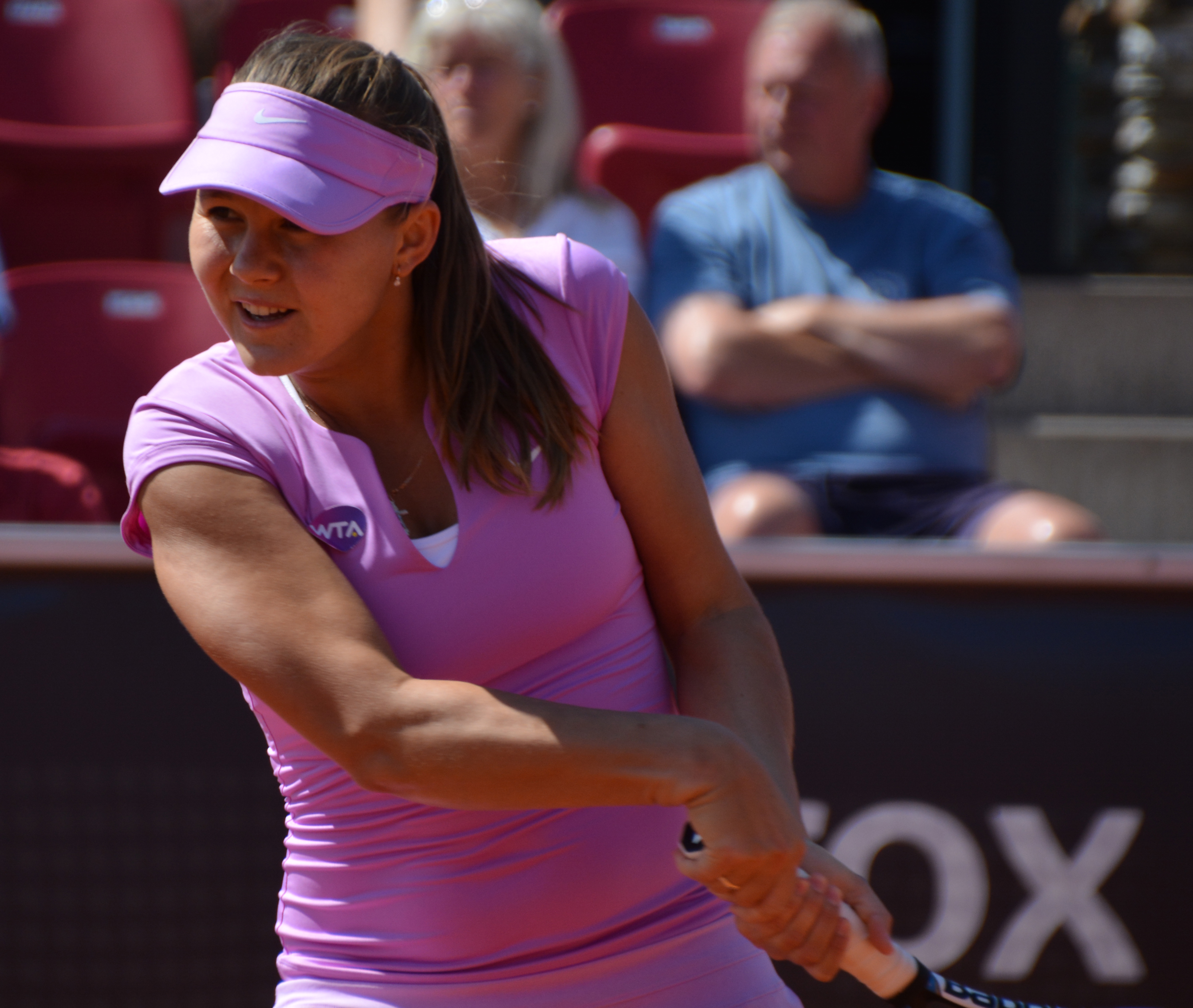
Jevgenija Rodinová, 2015
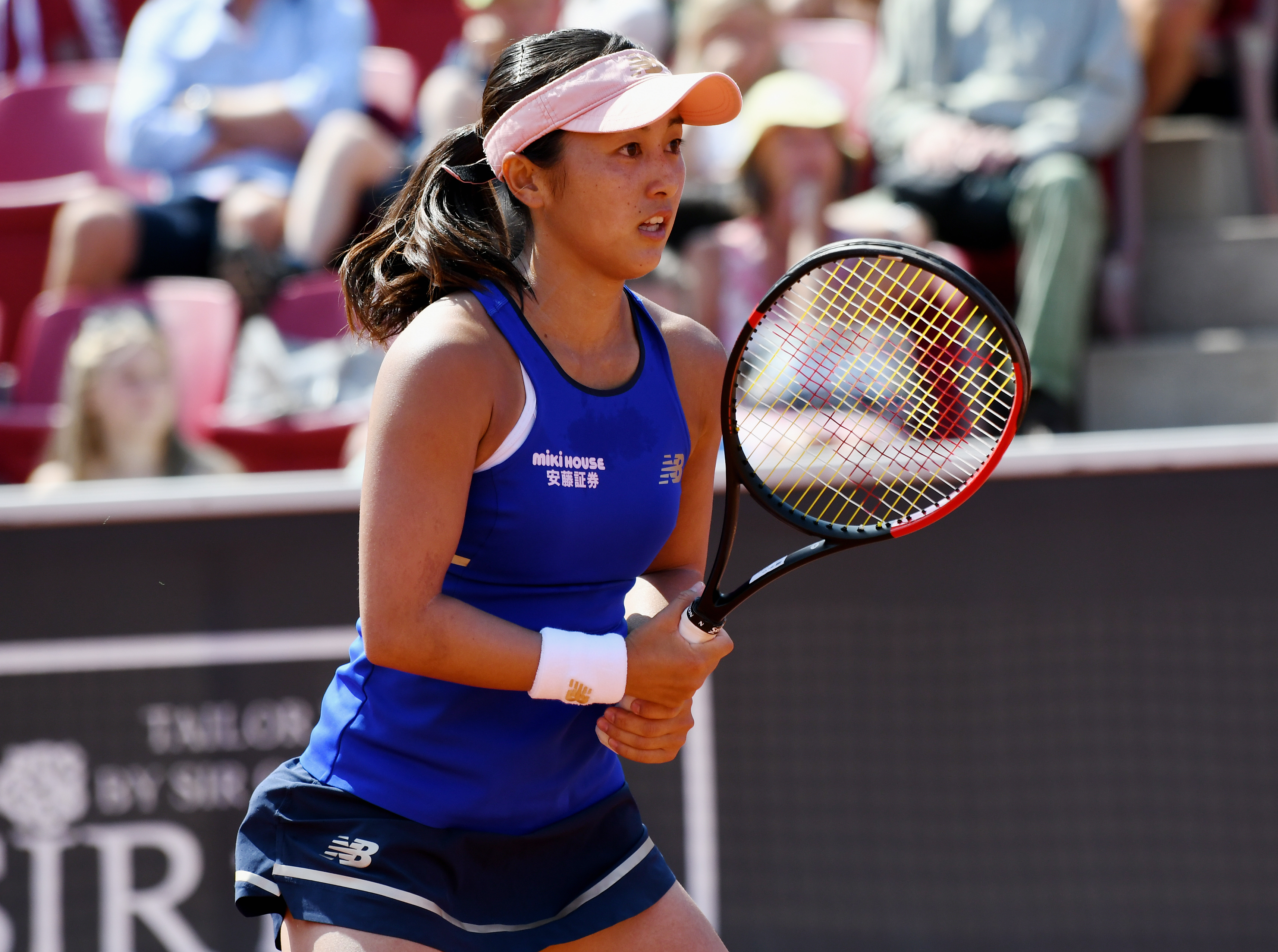
Misaki Doiová, 2019